# Matiloxis lilaceata
Matiloxis lilaceata är en fjärilsart som beskrevs av Paul Dognin 1914. Matiloxis lilaceata ingår i släktet Matiloxis och familjen nattflyn. Inga underarter finns listade i Catalogue of Life.